# Estela de Carlotto
Enriqueta Estela Barnes de Carlotto (Buenos Aires, 22 oktober 1930) is  voorzitter van de Argentijnse rechtenorganisatie Grootmoeders van de Plaza de Mayo, waarin ze sedert 1978 deaelnam.
In 2003 kreeg ze de Mensenrechtenprijs van de Verenigde Naties.
Ze was 83 jaar toen in 2014 haar verdwenen kleinzoon, Guido, zelf zijn biologisch roots ontdekte en contact op nam.